# Teología feminista

Símbolo de la igualdad de sexos

La teología feminista es un movimiento que se encuentra dentro de algunas religiones incluyendo el budismo, cristianismo, judaísmo, o el islam, que reconsidera las tradiciones, prácticas, escritos y teologías de esas religiones dentro de una perspectiva del feminismo. 
Alguno de los objetivos de la teología feminista incluyen resaltar el papel de la mujer en el contexto religioso, reinterpretar la propuesta religiosa dominante patriarcal, abogar por una interpretación teológica que hace hincapié en el papel de la mujer en la religión en la perspectiva feminista de examinar la imagen de la mujer en textos sagrados. Algunas de las metas de sectores menos ortodoxos de algunas religiones desean aumentar el papel de las mujeres entre los clérigos y autoridades religiosas (ordenación de mujeres).
Entre las teologías feministas nacidas en la tradición cristiana, se debe distinguir entre las teologías que pretenden transformar la interpretación dentro del marco cristiano, de las teologías feministas "post-cristiana" o "anti-cristiana"  que consideran el cristianismo un sistema inherentemente patriarcal.[cita requerida]

## Ámbito de estudio
La teología feminista abarca una gran variedad de movimientos y corrientes de pensamiento diferentes en las distintas tradiciones religiosas y culturas del mundo, surgiendo siempre como una reflexión que reconsidere las tradiciones, prácticas, escrituras, y las teologías de las religiones desde una perspectiva feminista. 
Hay que diferenciar la teología femenina de la teología feminista. La perspectiva femenina, a diferencia de la feminista, no debe posicionarse de forma crítica ante nadie. La perspectiva feminista presupone un posicionamiento crítico para que parte de una experiencia de contradicción entre el propia vivencia y la fe o tradición recibida. La perspectiva feminista presupone que mujeres y hombres han sido creados para establecer entre ellos relaciones libres y recíprocas, sin sumisión ni dominio por parte de nadie y por lo tanto se posiciona de manera crítica frente a las estructuras de opresión patriarcales.

## Teología feminista por religión

### Judaísmo
El feminismo en el judaísmo es un movimiento que busca hacer que el estatus religioso, legal y social de las mujeres judías sea igual al de los hombres judíos. Los movimientos feministas, con diferentes enfoques y éxitos, se han abierto en todas las ramas principales del judaísmo.
Existen varias corrientes de la teología feminista dentro de la comunidad judía. Algunas de estas teologías promueven la idea de que es importante tener una caracterización femenina de Dios dentro del Sidur (libro de oraciones judío) y el servicio.

### Cristianismo
El feminismo cristiano o cristianismo feminista es un movimiento dentro de la teología feminista que busca aumentar el entendimiento sobre temas de género desde una perspectiva cristiana. Quienes lo proponen argumentan que las contribuciones por parte de las mujeres son necesarias para un completo entendimiento del cristianismo y sostienen que Dios no discrimina en base de características biológicamente determinadas como el sexo y la raza. Principalmente se busca resaltar el papel de la mujer en el contexto religioso, sin embargo, entre algunos sectores los asuntos por los que abogan incluye la ordenación de mujeres, la dominación masculina en el matrimonio cristiano, el reconocimiento de habilidades espirituales y morales iguales, los derechos reproductivos y la búsqueda de una divinidad femenina o trascendente al género.

### Islam
El feminismo en el islam se conforma como un movimiento que reivindica el papel de las mujeres en Islam. Aboga por la igualdad completa de todos los musulmanes, sin importar el sexo o género, tanto en la vida pública, como en la vida privada y por la justicia social, en un contexto islámico. Aunque arraigado en el islam, el movimiento también ha tenido como referencia los discursos feministas seculares o no musulmanes y se reconoce como parte integrante del movimiento feminista.

### Sijismo
Los principios del sijismo establecen que las mujeres tienen las mismas almas que los hombres y, por lo tanto, poseen el mismo derecho a cultivar su espiritualidad. Dirigen congregaciones religiosas, toman parte en el Akhand (la recitación continua de las Sagradas Escrituras), realizan Kirtan (cantos congregacionales de himnos), trabajan como Granthi y participan en todas las actividades religiosas, culturales, sociales y seculares. El fundador del sijismo Guru Nanak, después de una experiencia mística en la que se comunicó con Dios, llegó a la comprensión de la igualdad basada en el género. "Guru Nanak proclamó la igualdad de hombres y mujeres, y tanto él como los gurús que lo sucedieron animaron a hombres y mujeres a tomar parte en todas las actividades de culto y práctica sij"
Según el sijismo, los hombres y las mujeres son dos caras de la misma moneda humana. Existe un sistema de interrelación e interdependencia mediante el cual el hombre nace de las mujeres y las mujeres tienen origen en el hombre. Según estas doctrinas, un hombre no puede sentirse seguro y completo en su vida sin una mujer, y el éxito del hombre es proporcional al amor y apoyo de la mujer que comparte su vida con él (y viceversa).
Según estas escrituras, los sijs están obligados a tratar a las mujeres como iguales, y la discriminación de género en la sociedad sij no tiene ninguna base religiosa. Sin embargo, en la práctica la igualdad de género es una lucha constante debido a las estructuras sociales, culturales y de casta en la India.

### Budismo
El feminismo budista busca avanzar y comprender la igualdad de hombres y mujeres desde el punto de vista moral, social, espiritual y de liderazgo desde una perspectiva budista y dentro del propio budismo.